# Castelnuovo Scrivia
Castelnuovo Scrivia là một đô thị ở tỉnh Alessandria trong vùng Piedmont của Italia, có vị trí cách khoảng 90 km về phía đông của Torino và khoảng 20 km về phía đông bắc của Alessandria. Tại thời điểm ngày 31 tháng 12 năm 2004, đô thị này có dân số 5.617 người và diện tích là 45,4 km².
Đô thị Castelnuovo Scrivia có các frazioni (các đơn vị cấp dưới, chủ yếu là các làng) Gerbidi, Ova, Pilastro, và Secco.
Castelnuovo Scrivia giáp các đô thị: Alzano Scrivia, Casei Gerola, Guazzora, Isola Sant'Antonio, Molino dei Torti, Pontecurone, Sale, và Tortona.

## Dân địa phương nổi tiếng
- Matteo Bandello (1480–1562), nhà văn.
- Cesare Zerba (1892-1973), hồng y Công giáo Rôma.